# Kiền kiền nhẵn
Kiền kiền nhẵn (danh pháp khoa học: Anisoptera scaphula) là một loài thực vật thuộc họ Dầu. Loài này có ở Bangladesh, Malaysia,Myanmar, Thái Lan, và Việt Nam.
Kiền kiền nhẵn là cây gỗ lớn, cao 30m đến 40m, đường kính 0,6m đến 1m.